# Düsseldorfer Turn- und Sportverein Fortuna 1895 1966-1967
Questa voce raccoglie le informazioni riguardanti il Düsseldorfer Turn- und Sportverein Fortuna 1895 nelle competizioni ufficiali della stagione 1966-1967.

## Stagione
Nella stagione 1966-1967 il Fortuna Düsseldorf, allenato da Kuno Klötzer, concluse il campionato di Bundesliga al 18º posto. In Coppa di Germania il Fortuna Düsseldorf fu eliminato ai quarti di finale dal Monaco 1860.

## Rosa
| N. |                     | Ruolo | Calciatore             |
| -- | ------------------- | ----- | ---------------------- |
|    | Germania (bandiera) | P     | Dirk Krüssenberg       |
|    | Germania (bandiera) | P     | Helmar Schwarzbach     |
|    | Germania (bandiera) | P     | Wilfried Woyke         |
|    | Germania (bandiera) | D     | Werner Biskup          |
|    | Germania (bandiera) | D     | Hans-Josef Hellingrath |
|    | Germania (bandiera) | D     | Fred Hesse             |
|    | Germania (bandiera) | D     | Werner Jestremski      |
|    | Germania (bandiera) | D     | Egon Köhnen            |
|    | Germania (bandiera) | D     | Werner Lungwitz        |
|    | Germania (bandiera) | D     | Gert Wünsche           |
|    | Germania (bandiera) | C     | Fritz Lehmann          |
|    | Germania (bandiera) | C     | Gerd Schmitz           |

| N. |                     | Ruolo | Calciatore        |
| -- | ------------------- | ----- | ----------------- |
|    | Germania (bandiera) | C     | Jürgen Schult     |
|    | Germania (bandiera) | C     | Horst Stockhausen |
|    | Germania (bandiera) | C     | Reinhold Straus   |
|    | Germania (bandiera) | A     | Rainer Budde      |
|    | Germania (bandiera) | A     | Waldemar Gerhardt |
|    | Germania (bandiera) | A     | Horst Häfner      |
|    | Germania (bandiera) | A     | Willi Hetfeld     |
|    | Germania (bandiera) | A     | Hilmar Hoffer     |
|    | Germania (bandiera) | A     | Jürgen Koch       |
|    | Germania (bandiera) | A     | Willi Marzok      |
|    | Germania (bandiera) | A     | Peter Meyer       |
|    | Germania (bandiera) | A     | Bernhard Steffen  |

## Organigramma societario
Area tecnica
- Allenatore: Kuno Klötzer
- Allenatore in seconda: Manfred Krafft
- Preparatore dei portieri:
- Preparatori atletici:

## Calciomercato

### Sessione estiva
| Acquisti | Acquisti        | Acquisti               | Acquisti |
| R.       | Nome            | da                     | Modalità |
| -------- | --------------- | ---------------------- | -------- |
| A        | Jürgen Koch     | Westfalia Herne        |          |
| D        | Werner Lungwitz | TeBe Berlino           |          |
| P        | Wilfried Woyke  | Fortuna Düsseldorf U19 |          |

| Cessioni | Cessioni     | Cessioni        | Cessioni |
| R.       | Nome         | a               | Modalità |
| -------- | ------------ | --------------- | -------- |
| P        | Albert Görtz | Düsseldorfer SC |          |

## Risultati

### Bundesliga

#### Girone di andata
| Arbitro: | Eschweiler |

|          |           |                      |
| Held 72’ | Marcatori | 63’ Schult 89’ Meyer |

| Düsseldorf 27 agosto 1966, ore 16:00 CET 2ª giornata | Fortuna Düsseldorf | 0 – 0 referto | Bayern Monaco | Flinger Broich (45 000 spett.)\| Arbitro: \| Ohmsen \| |
| Arbitro:                                             | Ohmsen             |               |               |                                                        |

| Arbitro: | Fritz |

|                                  |           |                                         |
| Gerhardt 28’ Lungwitz 36’ (rig.) | Marcatori | 7’ Grabowski 9’, 40’ Lotz 19’ Friedrich |

| Arbitro: | Riegg |

|  |           |               |
|  | Marcatori | 50’, 79’ Koch |

| Arbitro: | Seekamp |

|            |           |  |
| Schult 57’ | Marcatori |  |

| Arbitro: | Weyland |

|                            |           |              |
| Rupp 41’, 48’ Heynckes 84’ | Marcatori | 29’ Gerhardt |

| Arbitro: | Hilker |

|                      |           |  |
| Schult 52’ Meyer 63’ | Marcatori |  |

| Arbitro: | Biwersi |

|                                    |           |                      |
| Strehl 2’ Brungs 24’, 67’ Wild 54’ | Marcatori | 42’ Straus 87’ Meyer |

| Arbitro: | Siebert |

|  |           |            |
|  | Marcatori | 60’ Ferner |

| Arbitro: | Deuschel |

|                                   |           |  |
| Zeiser 28’ Rebele 43’ Küppers 89’ | Marcatori |  |

| Arbitro: | Handwerker |

|            |           |                                        |
| Hoffer 61’ | Marcatori | 25’ Magnusson 41’ Hemmersbach 79’ Löhr |

| Arbitro: | Tschenscher |

|                                    |           |  |
| Dulz 30’, 66’ Maas 50’ Gerwien 60’ | Marcatori |  |

| Arbitro: | Redelfs |

|                             |           |                               |
| Gerhardt 5’, 13’ Schult 77’ | Marcatori | 3’ Larsson 47’, 72’ Handschuh |

| Arbitro: | Ott |

|            |           |                        |
| Pavlić 82’ | Marcatori | 40’ (rig.) Hellingrath |

| Arbitro: | Heumann |

|                                |           |              |
| Hesse 6’ Straus 53’ Hoffer 80’ | Marcatori | 18’ Herrmann |

| Arbitro: | Riegg |

|                          |           |              |
| Rehhagel 32’ Anković 69’ | Marcatori | 23’ Gerhardt |

| Arbitro: | Jacobi |

|                       |           |                 |
| Schult 37’ Biskup 57’ | Marcatori | 22’, 42’ Seeler |

#### Girone di ritorno
| Arbitro: | Kreitlein |

|  |           |                                                      |
|  | Marcatori | 30’, 48’ Neuberger 47’ Emmerich 79’ Wosab 89’ Kurrat |

| Arbitro: | Fritz |

|            |           |                        |
| Müller 29’ | Marcatori | 7’ Gerhardt 55’ Straus |

| Arbitro: | Biwersi |

|                                       |           |  |
| Friedrich 44’ Schämer 46’ Huberts 70’ | Marcatori |  |

| Arbitro: | Betz |

|                   |           |  |
| Laszig 17’ (aut.) | Marcatori |  |

| Arbitro: | Schulenburg |

|                                       |           |                      |
| Wild 44’ (rig.), 71’ (rig.) Dobat 55’ | Marcatori | 15’ Hoffer 80’ Meyer |

| Arbitro: | Sturm |

|                        |           |                              |
| Gerhardt 31’ Meyer 43’ | Marcatori | 63’ Wimmer 74’ (rig.) Netzer |

| Arbitro: | Redelfs |

|  |           |                                              |
|  | Marcatori | 13’ Straus 37’ Gerhardt 52’ Meyer 57’ Hoffer |

| Arbitro: | Deuschel |

|                         |           |                       |
| Gerhardt 22’ Hoffer 82’ | Marcatori | 2’ Volkert 15’ Strehl |

| Arbitro: | Betz |

|            |           |  |
| Ferner 31’ | Marcatori |  |

| Arbitro: | Horstmann |

|  |           |             |
|  | Marcatori | 52’ Kohlars |

| Arbitro: | Spinnler |

|                     |           |  |
| Löhr 78’ Hornig 85’ | Marcatori |  |

| Arbitro: | Siebert |

|          |           |          |
| Meyer 8’ | Marcatori | 89’ Moll |

| Arbitro: | Ott |

|                      |           |            |
| Larsson 1’, 58’, 86’ | Marcatori | 67’ Straus |

| Arbitro: | Tschenscher |

|           |           |                                              |
| Budde 41’ | Marcatori | 25’ Lotz 27’ van Haaren 57’, 69’, 87’ Krämer |

| Arbitro: | Kreitlein |

|                            |           |              |
| Kreuz 53’ (rig.) Kraus 79’ | Marcatori | 14’ Gerhardt |

| Arbitro: | Schulenburg |

|                             |           |               |
| Meyer 21’ Gerhardt 65’, 71’ | Marcatori | 31’ Reitgassl |

| Arbitro: | Handwerker |

|                       |           |              |
| Seeler 78’ Dörfel 80’ | Marcatori | 28’ Lungwitz |

### Coppa di Germania
| Arbitro: | Linn |

|           |           |                             |
| Grimm 69’ | Marcatori | 3’ Straus 30’, 35’ Gerhardt |

| Arbitro: | Eschweiler |

|         |           |           |
| Kohl 8’ | Marcatori | 67’ Meyer |

| Arbitro: | Baumgärtel |

|          |           |  |
| Koch 81’ | Marcatori |  |

| Arbitro: | Biwersi |

|                       |           |  |
| Zeiser 13’ Rebele 45’ | Marcatori |  |

## Statistiche

### Statistiche di squadra
| Competizione      | Punti | In casa | In casa | In casa | In casa | In casa | In casa | In trasferta | In trasferta | In trasferta | In trasferta | In trasferta | In trasferta | Totale | Totale | Totale | Totale | Totale | Totale | DR  |
| Competizione      | Punti | G       | V       | N       | P       | Gf      | Gs      | G            | V            | N            | P            | Gf           | Gs           | G      | V      | N      | P      | Gf     | Gs     | DR  |
| ----------------- | ----- | ------- | ------- | ------- | ------- | ------- | ------- | ------------ | ------------ | ------------ | ------------ | ------------ | ------------ | ------ | ------ | ------ | ------ | ------ | ------ | --- |
| Bundesliga        | 25    | 17      | 5       | 6       | 6       | 24      | 31      | 17           | 4            | 1            | 12           | 20           | 35           | 34     | 9      | 7      | 18     | 44     | 66     | -22 |
| Coppa di Germania | -     | 1       | 1       | 0       | 0       | 1       | 0       | 3            | 1            | 1            | 1            | 4            | 4            | 4      | 2      | 1      | 1      | 5      | 4      | +1  |
| Totale            | 25    | 18      | 6       | 6       | 6       | 25      | 31      | 20           | 5            | 2            | 13           | 24           | 39           | 38     | 11     | 8      | 19     | 49     | 70     | -21 |

### Andamento in campionato
| Giornata  | 1 | 2 | 3 | 4 | 5 | 6 | 7 | 8 | 9  | 10 | 11 | 12 | 13 | 14 | 15 | 16 | 17 | 18 | 19 | 20 | 21 | 22 | 23 | 24 | 25 | 26 | 27 | 28 | 29 | 30 | 31 | 32 | 33 | 34 |
| --------- | - | - | - | - | - | - | - | - | -- | -- | -- | -- | -- | -- | -- | -- | -- | -- | -- | -- | -- | -- | -- | -- | -- | -- | -- | -- | -- | -- | -- | -- | -- | -- |
| Luogo     | T | C | C | T | C | T | C | T | C  | T  | C  | T  | C  | T  | C  | T  | C  | C  | T  | T  | C  | T  | C  | T  | C  | T  | C  | T  | C  | T  | C  | T  | C  | T  |
| Risultato | V | N | P | V | V | P | V | P | P  | P  | P  | P  | N  | N  | V  | P  | N  | P  | V  | P  | V  | P  | N  | V  | N  | P  | P  | P  | N  | P  | P  | P  | V  | P  |
| Posizione | 5 | 5 | 8 | 7 | 4 | 5 | 3 | 7 | 10 | 12 | 16 | 17 | 17 | 17 | 14 | 15 | 15 | 18 | 14 | 17 | 14 | 18 | 18 | 14 | 14 | 15 | 15 | 17 | 17 | 18 | 18 | 18 | 18 | 18 |

Legenda:

Luogo: C = Casa; T = Trasferta. Risultato: V = Vittoria; N = Pareggio; P = Sconfitta.

### Statistiche dei giocatori
| Giocatore      | Bundesliga | Bundesliga | Bundesliga  | Bundesliga | Coppa di Germania | Coppa di Germania | Coppa di Germania | Coppa di Germania | Totale   | Totale | Totale      | Totale     |
| Giocatore      | Presenze   | Reti       | Ammonizioni | Espulsioni | Presenze          | Reti              | Ammonizioni       | Espulsioni        | Presenze | Reti   | Ammonizioni | Espulsioni |
| -------------- | ---------- | ---------- | ----------- | ---------- | ----------------- | ----------------- | ----------------- | ----------------- | -------- | ------ | ----------- | ---------- |
| W. Biskup      | 29         | 1          | 0           | 0          | 3                 | 0                 | 0                 | 0                 | 32       | 1      | 0           | 0          |
| R. Budde       | 8          | 1          | 0           | 0          | 2                 | 0                 | 0                 | 0                 | 10       | 1      | 0           | 0          |
| W. Gerhardt    | 30         | 12         | 0           | 1          | 3                 | 2                 | 0                 | 0                 | 33       | 14     | 0           | 1          |
| H. Hellingrath | 30         | 1          | 0           | 0          | 2                 | 0                 | 0                 | 0                 | 32       | 1      | 0           | 0          |
| F. Hesse       | 27         | 1          | 0           | 0          | 3                 | 0                 | 0                 | 0                 | 30       | 1      | 0           | 0          |
| W. Hetfeld     | 8          | 0          | 0           | 0          | 1                 | 0                 | 0                 | 0                 | 9        | 0      | 0           | 0          |
| H. Hoffer      | 27         | 5          | 0           | 0          | 2                 | 0                 | 0                 | 0                 | 29       | 5      | 0           | 0          |
| H. Häfner      | 17         | 0          | 0           | 0          | 1                 | 0                 | 0                 | 0                 | 18       | 0      | 0           | 0          |
| W. Jestremski  | 19         | 0          | 0           | 0          | 4                 | 0                 | 0                 | 0                 | 23       | 0      | 0           | 0          |
| J. Koch        | 16         | 2          | 0           | 0          | 1                 | 1                 | 0                 | 0                 | 17       | 3      | 0           | 0          |
| D. Krüssenberg | 22         | 0          | 0           | 0          | 3                 | 0                 | 0                 | 0                 | 25       | 0      | 0           | 0          |
| E. Köhnen      | 3          | 0          | 0           | 0          | 4                 | 0                 | 0                 | 0                 | 7        | 0      | 0           | 0          |
| F. Lehmann     | 2          | 0          | 0           | 0          | 0                 | 0                 | 0                 | 0                 | 2        | 0      | 0           | 0          |
| W. Lungwitz    | 26         | 2          | 0           | 0          | 4                 | 0                 | 0                 | 0                 | 30       | 2      | 0           | 0          |
| W. Marzok      | 3          | 0          | 0           | 0          | 1                 | 0                 | 0                 | 0                 | 4        | 0      | 0           | 0          |
| P. Meyer       | 25         | 8          | 0           | 0          | 3                 | 1                 | 0                 | 0                 | 28       | 9      | 0           | 0          |
| G. Schmitz     | 1          | 0          | 0           | 0          | 0                 | 0                 | 0                 | 0                 | 1        | 0      | 0           | 0          |
| J. Schult      | 18         | 5          | 0           | 0          | 1                 | 0                 | 0                 | 0                 | 19       | 5      | 0           | 0          |
| H. Schwarzbach | 11         | 0          | 0           | 0          | 1                 | 0                 | 0                 | 0                 | 12       | 0      | 0           | 0          |
| B. Steffen     | 0          | 0          | 0           | 0          | 0                 | 0                 | 0                 | 0                 | 0        | 0      | 0           | 0          |
| H. Stockhausen | 0          | 0          | 0           | 0          | 0                 | 0                 | 0                 | 0                 | 0        | 0      | 0           | 0          |
| R. Straus      | 29         | 5          | 0           | 0          | 3                 | 1                 | 0                 | 0                 | 32       | 6      | 0           | 0          |
| W. Woyke       | 1          | 0          | 0           | 0          | 0                 | 0                 | 0                 | 0                 | 1        | 0      | 0           | 0          |
| G. Wünsche     | 22         | 0          | 0           | 0          | 2                 | 0                 | 0                 | 0                 | 24       | 0      | 0           | 0          |